# Знам'янка (Прилуцький район)

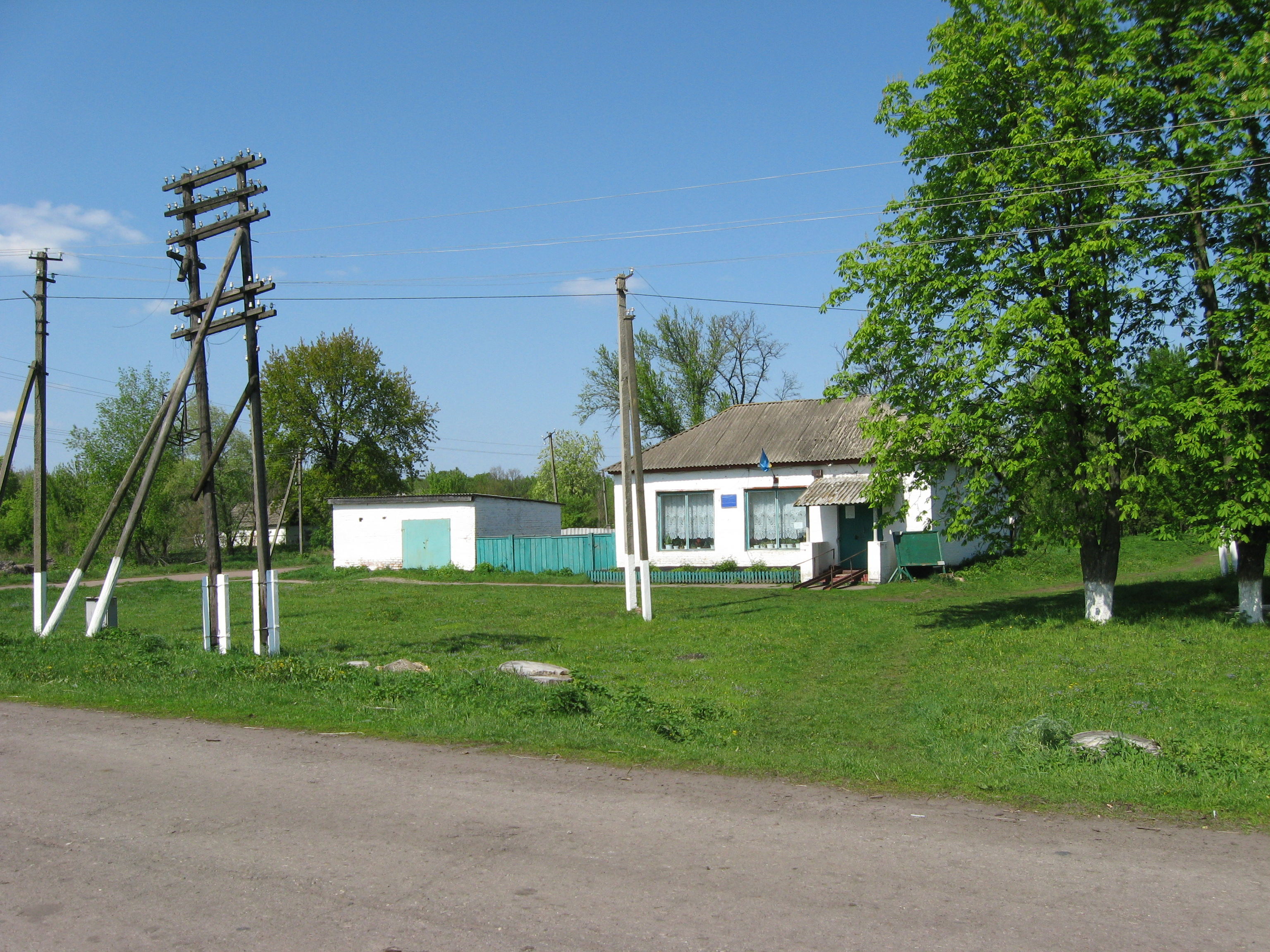
Приміщення сільської Ради

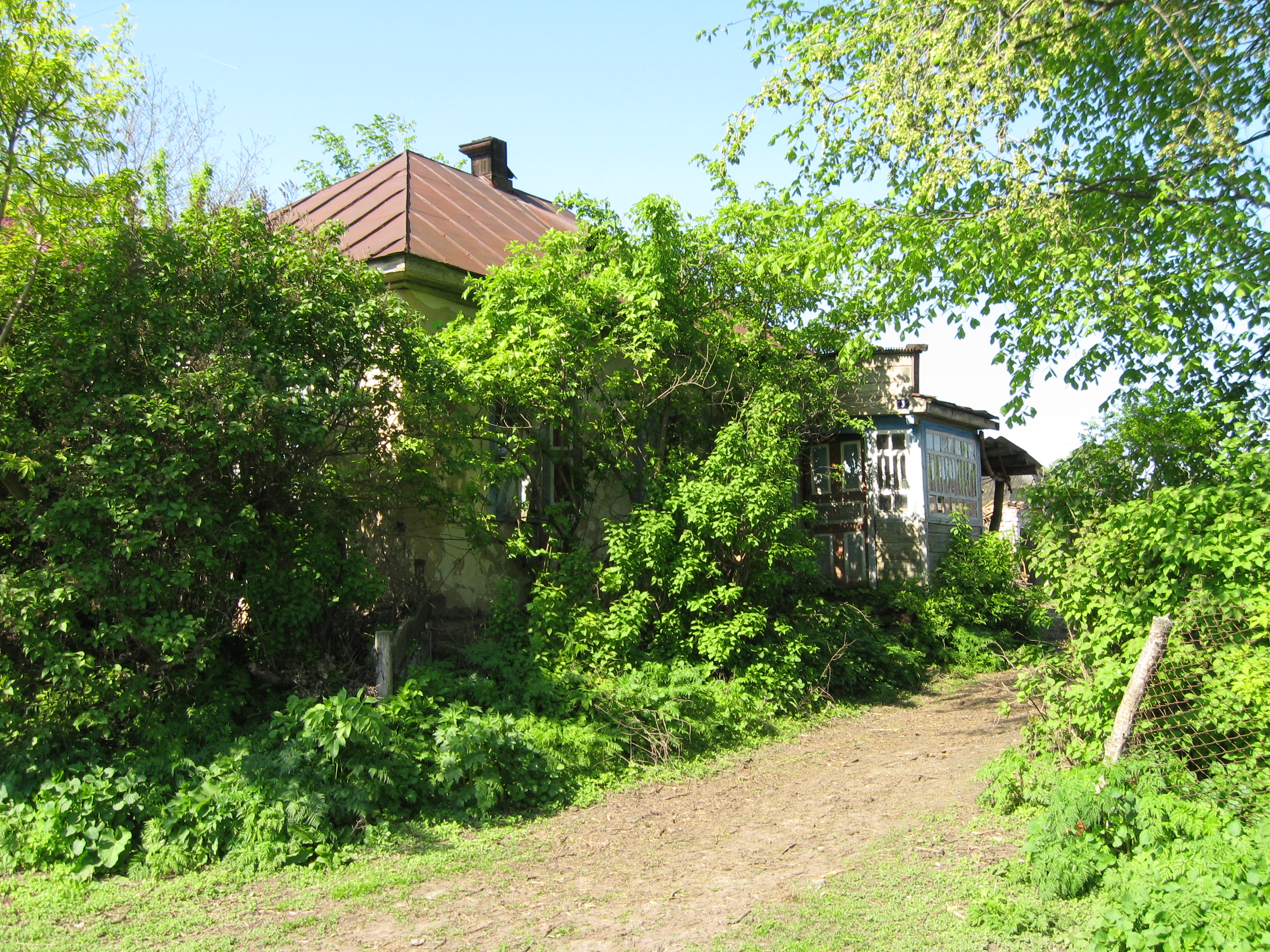
Типовий пейзаж села

Зна́м'янка (до 1961 — Гнилиця) — село в Україні, у Прилуцькому районі Чернігівської області. Населення становить 326 осіб. Входить до складу Сухополов'янської сільської громади. Розміщене обабіч автомобільної дороги Київ-Суми.

## Історія
Входило до Полкової сотні Прилуцького полку, а з 1781 року до Прилуцького повіту Чернигівського намісництва
До будівництва Покровської церкви село було приписане до Богословської церкви у Піддубівці
Найдавніше знаходження на мапах 1812 рік
У 1862 році у селі володарському  Гнилиця була церква та 304 двора де жило 1727 осіб
У 1911 році у селі Гнилиця була Покровська церква, земська та церковно-парафіївська школи та жило 2408 осіб
До 2019 року орган місцевого самоврядування — Знам'янська сільська рада. Сільській раді було підпорядковане село Зарудка, розміщене на відстані 2 км.

## Населення

### Мова
Розподіл населення за рідною мовою за даними перепису 2001 року:
| Мова       | Кількість | Відсоток |
| ---------- | --------- | -------- |
| українська | 461       | 96.85%   |
| російська  | 15        | 3.15%    |
| Усього     | 476       | 100%     |